# Chern-Preis
Der Chern-Preis des International Congress of Chinese Mathematicians (ICCM) wird seit 2001 alle drei Jahre an chinesische Mathematiker für herausragende mathematische Leistungen oder Verdienste um die Mathematik in der Öffentlichkeit verliehen. Der Preis ist mit einer Vorlesung auf dem Kongress verbunden.
Er ist nach dem chinesischen Mathematiker Shiing-Shen Chern (1911–2004) benannt, der den Preis auf dem dritten Kongress 2004 verleihen sollte (dessen Ehrenpräsident er war), aber vorher starb.
Er ist nicht mit der Chern-Medaille des International Mathematical Union zu verwechseln.

## Preisträger
- 2001 Song-Sun Lin (National Chiao Tung University) und Jiu-Kang Yu (Purdue University)
- 2004 Fanghua Lin (New York University) und Lo Yang (Chinesische Akademie der Wissenschaften)
- 2007 Shiu-Yuen Cheng (Hong Kong University of Science and Technology) und Mu-Tao Wang (Columbia University)
- 2010 Jiaxing Hong (Fudan University), Conan Nai-Chung Leung (Chinese University of Hong Kong) und Winnie Li (National Center of Theoretical Sciences, Taiwan)
- 2013 Bong Lian (Brandeis University) und Si-Chen Lee (National Taiwan University)[1]
- 2016 Ronnie Chan (Morningside Group) und Xi-Ping Zhu (Sun Yat-sen University)[2]
- 2019 Stephen Shing-Toung Yau (Universität Hong Kong)[3]
- 2022 Chin-Lung Wang (National Taiwan University) und Ngaiming Mok (Hong Kong University)[4]